# Staten van Jersey
De Staten van Jersey (Engels: States of Jersey; Frans: États de Jersey) is het parlement van Jersey (eiland). Het had tot december 2005 ook uitvoerende macht, deze is overgedragen aan het kabinet.

## Samenstelling

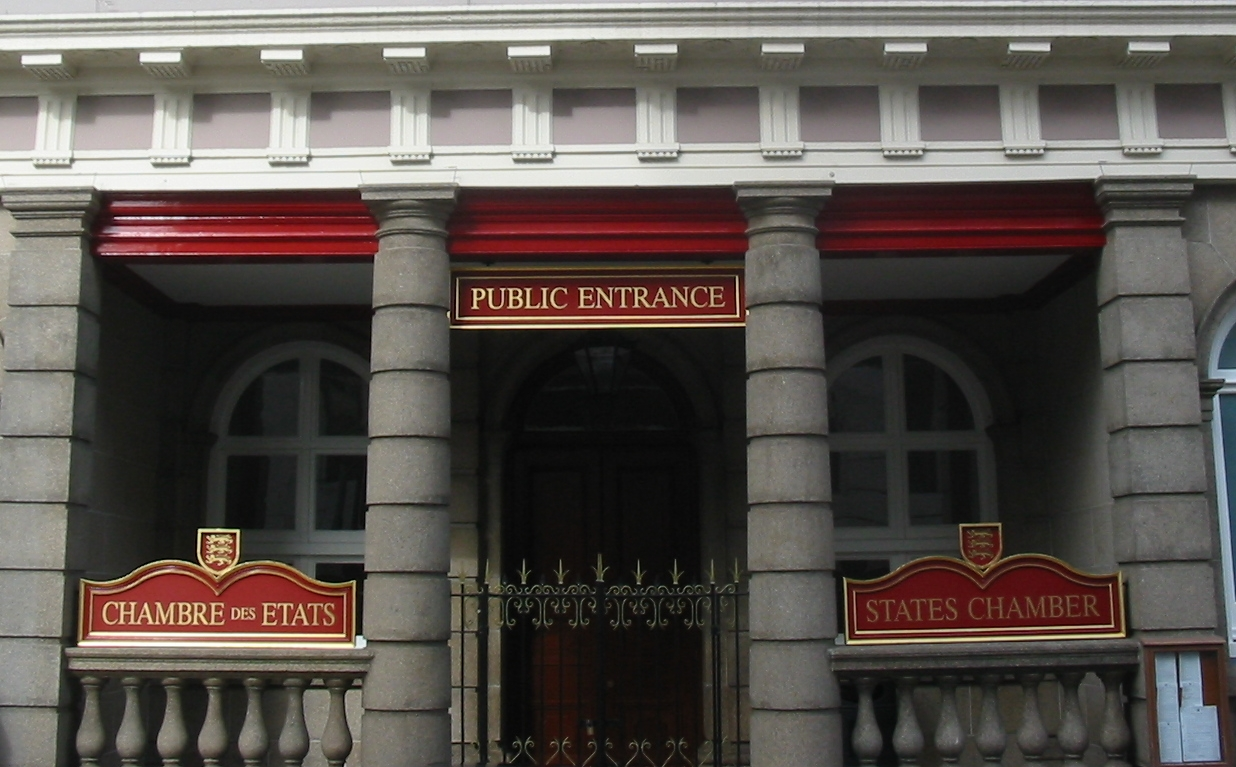
Ingang van de publieke tribune van de Staten

De monarch van het Verenigd Koninkrijk, op het moment Charles III (sinds 8 september 2022), benoemt als staatshoofd de luitenant gouverneur (Engels: Lieutenant Governor). De luitenant-gouverneur is haar vertegenwoordiger op het eiland. Het Britse staatshoofd benoemt de Luitenant Gouverneur voor onbepaalde termijn. De Luitenant Gouverneur vervult een ceremoniële rol als de vertegenwoordiger van de Kroon, als bevelhebber van de strijdkrachten en als lid van de Staten van Jersey. De Luitenant Gouverneur heeft alleen een symbolische invloed op het eilandbestuur.
De wetgevende macht van Jersey berust bij de Staten van Jersey (Engels: States of Jersey). In de Staten zitten drieënvijftig gekozen leden:
- twaalf senatoren, gekozen voor een termijn van zes jaar.
- twaalf gemeentebestuurders (Constables of Connétables), de hoofden van de gemeenten, gekozen voor een termijn van drie jaar.
- negenentwintig afgevaardigden, gekozen voor een termijn van drie jaar.

De senatoren worden door de inwoners van het gehele eiland gekozen voor een termijn van zes jaar. Elke drie jaar worden zes senatorzetels herverkozen. De Constables en de afgevaardigden worden door de inwoners van een gemeente gekozen worden. De Constable krijgt dus via de gemeente toegang tot de Staten en wordt er niet direct in gekozen; zij zitten dus ook voor een termijn van drie jaar in de Staten.
Tevens zitten in de Staten zitten vijf niet-gekozen leden, zonder stemrecht, maar met het recht van spreken:
- de vertegenwoordiger der Kerk (Engels: Dean of Jersey), uit hoofde van zijn functie.
- de minister van Justitie (Engels: Attorney General) die benoemd wordt door de Kroon.
- de staatssecretaris van Justitie (Engels: Solicitor General) die benoemd wordt door de Kroon.
- de baljuw (Engels: Bailiff) die benoemd wordt door de Kroon.
- de Luitenant-Gouverneur die benoemd wordt door de Kroon; deze mag bij de zittingen aanwezig zijn. Het is echter gebruikelijk dat deze functionaris dat alleen doet bij toetreding en verlating van zijn functie.

De vertegenwoordiger van de Kerk (Engels: Dean of Jersey, Church of England), heeft een zetel in de Staten uit hoofde van zijn functie. Hij mag de Staten toespreken over elke onderwerp. Tevens is hij de voorganger van de Staten en verricht hij het openingsgebed bij elke zitting in het Frans.
Alle huidige Statenleden zijn onafhankelijk gekozen. Politieke partijen zijn er eigenlijk niet, al opereren er groepen die een gelijk gedachtegoed aanhangen.
De Baljuw is de voorzitter van de Staten uit hoofde van zijn functie. De Baljuw mag echter geen stem uitbrengen. In afwezigheid van de Baljuw fungeert de vice-baljuw als voorzitter of degene die door de Staten daartoe wordt aangewezen.
De Jersey Democratic Alliance is op het moment de enige politieke partij met leden in de Staten, al zijn zij gekozen als onafhankelijke vertegenwoordigers. De Centre Party heeft zich uitgesproken om alleen kandidaten voor de positie van senator te laten meedoen in de verkiezingen. Hun kandidaten zijn echter vrij om het passieve kiesrecht uit te oefenen voor onafhankelijk vertegenwoordiger. Zij blijven onafhankelijk in de kamer. Stuart Syvret wordt vaak gezien als lid van de Jersey Green Party.

## Wetgeving
Sinds 2005 is Jersey bestuurlijk opnieuw ingericht na instemming met de wet die bekendstaat als States of Jersey Law. Deze wet omschrijft de samenstelling van de Staten en de procudures van het kabinet.
Een wetsvoorstel wordt in de Staten ter stemming gebracht, waarbij een veto niet mogelijk is. Een wet is pas van kracht nadat deze door het staatshoofd getekend en gepubliceerd is.
Wetgeving die door de Staten goedgekeurd is wordt in het Engels 'Law' genoemd en in het Frans Loi, niet 'Act' zoals in het Verenigd Koninkrijk.

## Geschiedenis

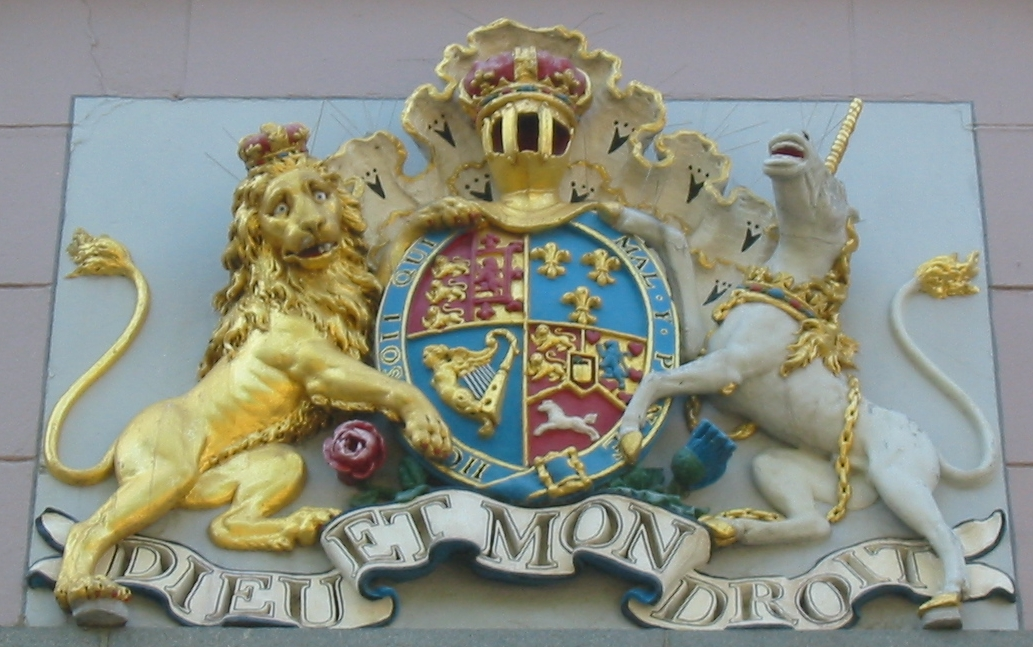
Koninklijk wapen (Huis van Hannover) op de Staten in St. Helier

De Staten bestond oorspronkelijk uit de baljuw, de dominees en de Connétables (Constables).
De politieke geschiedenis van Jersey begon toen het deel van het hertogdom Normandië werd. Toen koning Filips II van Frankrijk in 1204 koning Jan zonder Land de titel van hertog van Normandië ontnam, rebelleerden de inwoners van de Kanaaleilanden hiertegen en handhaafden de titel hertog (duc).
In 1259 tekende Hendrik III van Engeland het Verdrag van Parijs met Lodewijk IX van Frankrijk waarin hij zijn aanspraak op Normandië opzegde, behalve op de Kanaaleilanden. De Kanaaleilanden werden niet in het Koninkrijk opgenomen; er werden twee functies geschapen: Beheerder (Engels: Warden; nu luitenant gouverneur) en Baljuw.
Vroeger had het Koninklijke Gerechtshof wetgevende macht. In de 16de eeuw werd er een wetgevende macht binnen het Gerechtshof geschapen. In het begin van de 17de eeuw werden voor het eerste aparte notulen gemaakt van de Staten.
Toen Karel II van Engeland opnieuw als koning werd erkend, beloonde hij Jersey met het recht om douanegelden te innen. Hij deed dit als dank, omdat hij toen hij vluchtte uit Engeland toevlucht op Jersey vond. Dit recht, dat werd uitgevoerd door de Gouverneursraad, Jurats en de Baljuw, werd in 1921 overgenomen door de Staten. Dit gaf de Staten de mogelijkheid om de begroting te controleren.
Op 6 november 1856 stemden de Staten in met een wet om 14 afgevaardigden toe te voegen aan de Staten om de scheef gegroeide stemverhouding qua inwoneraantal tussen de stad en het platteland aan te pakken. De eerste afgevaardigde werd gekozen op 12 januari 1857.
De eerste geheime verkiezing werd gehouden op 1 december 1891.
Tot 1940 waren de Jurats de leidinggevende politici. Zij werden per verkiezing voor het leven gekozen door de inwoners. Tevens waren ze lid van het Koninklijke Gerechtshof en spraken recht. In 1948 werden de rechtsprekende en wetgevende machten gescheiden. De Jurats werden vervangen in de Staten door gekozen senatoren. Eerst was de termijn van een senator 9 jaar later werd dat 6 jaar.
De dominees werden uit de Staten verwijderd in 1948 (behalve de Dominee van Saint Helier, die zijn zetel behield echter zonder stemrecht). De vrijgekomen zetels werden vervangen door het aantal afgevaardigden te verhogen.
De Staten hebben in 1953 het Europees Verdrag voor de Rechten van de Mens (EVRM) ondertekend waarbij ze erkende dat de buitenlandse aangelegenheden werden waargenomen door het Verenigd Koninkrijk. In 1974 werd Jersey lid van de Europese Douane-Unie maar werd geen volwaardig lid van de EU.
De kloof tussen het platteland en de stad is geprobeerd te dichten via een aantal wijzigingen. De kloof bestaat echter nog steeds. Het platteland heeft electoraal een voordeel ten opzichte van de stad omdat de zetels niet evenredig naar bevolkingsdichtheid verdeeld zijn.
De voorzitter van de Staten is de Baljuw alsook van het Koninklijke gerechtshof. De rechten van de baljuw worden langzaam minder; in 2005 verloor de baljuw het recht om bij het staken van de stemmen de beslissende stem uit te brengen.
Sir Cecil Clothier heeft in een rapport een aantal wijzigingen voorgesteld om de werking van de staat te verbeteren. Het rapport stelt voor het verschil tussen afgevaardigden, de rol van de minister te veranderen en senatoren op te heffen en om de Constables uit de Staten te verwijderen. Dit laatste voorstel werd met veel weerstand ontvangen. Het ministeriële systeem is in gewijzigde vorm wel doorgevoerd.
Hervormingen van het kiesstelsel en de samenstelling van de Staten zijn een doorlopend proces. Er is voorgesteld om een referendum te houden over de samenstelling van de Staten en de mogelijkheid de verkiezing voor alle zetels op één dag te houden.

## Statengebouw

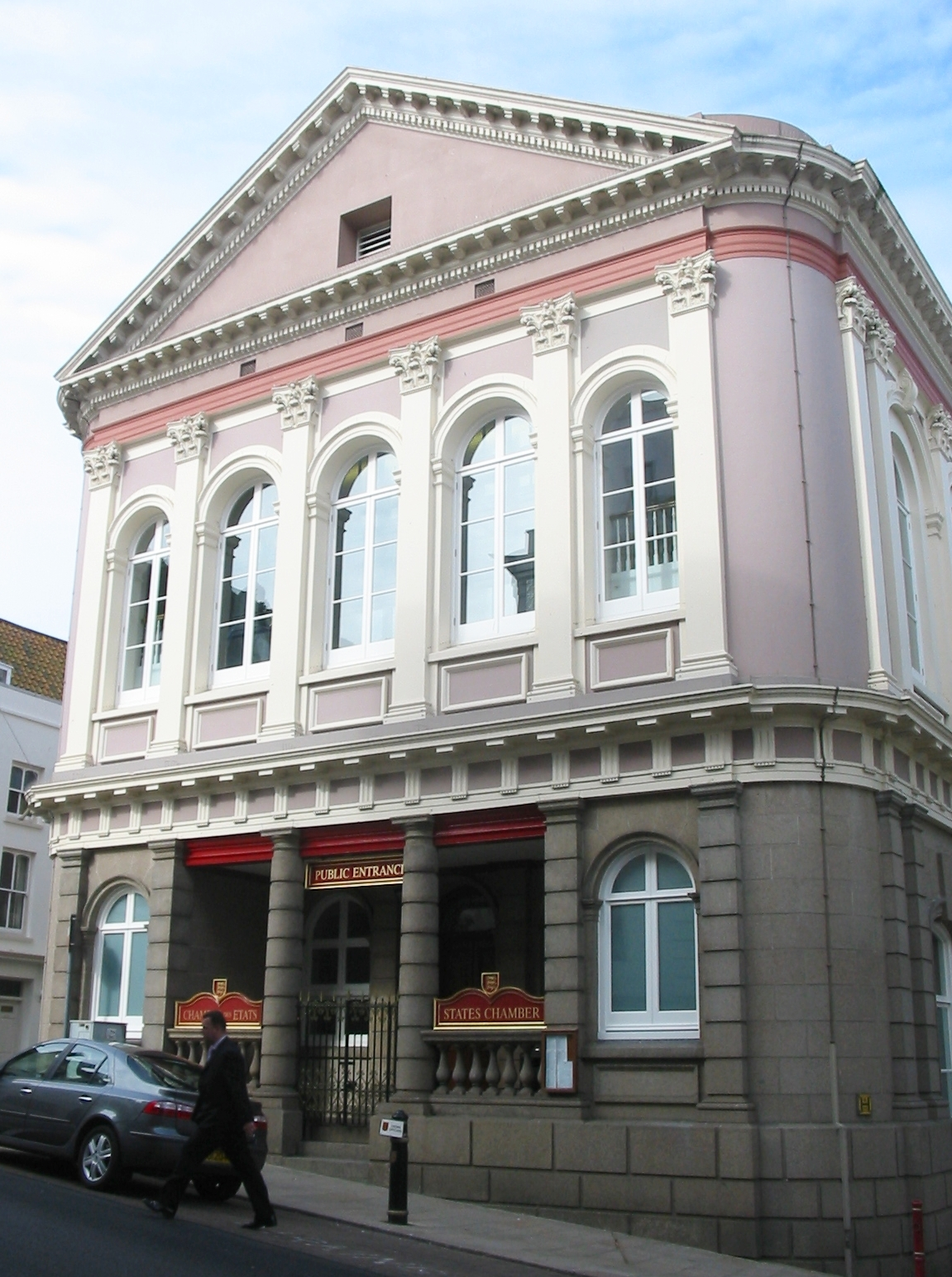
Het Statengebouw in Saint Helier

Tot 1887 waren de Staten gehuisvest in het Koninklijke Gerechtshof (Engels: Royal Court). Vanaf 1887 kwamen ze bijeen in een nieuw gebouw dat naast het gerechtshof gebouwd is. Het gebouw is Jacobean, de zetels zijn in de vorm van een hoefijzer geplaatst rond de zetels van de Baljuw en de luitenant gouverneur. De zetel van de Baljuw is iets hoger dan die van de luitenant gouverneur om zo zijn rang te benadrukken.
De senatoren zitten links van de baljuw, vervolgens de Connétables (of Constables) en daarna de afgevaardigden.

## Uitzendingen
BBC Radio Jersey zend de zittingen van de Staten uit op frequentie 1026 midden golf.